# Străinii (film din 1969)
Străinii (titlul original: în franceză Les Étrangers) este un film dramatic coproducție franco-italo-vest–germano-spaniol, realizat în 1969 de regizorul Jean-Pierre Desagnat, după romanul L'Oraison du plus fort (1967) al scriitorului André Lay, protagoniști fiind actorii Michel Constantin, Senta Berger, Hans Meyer și Julián Mateos.

## Rezumat
Un mic grup de bandiți jefuiesc o bancă într-un oraș situat la marginea deșertului New Mexico și pleacă cu o pungă de diamante. În timp ce fug urmăriți și vânați de poliție prin deșert, mor cu excepția tânărului bandit Kane, care sare în râu și scapă. Acesta ascunde diamantele furate într-o mină părăsită și întinde o capcană oricui încearcă să le ia. Însă epuizarea și lipsa apei își fac efectul, iar Kane își pierde cunoștința. În această stare, inginerul Chamoun îl găsește și îl duce pe catârul său la ferma unde locuiește împreună cu soția sa May.
Chamoun știe că singurul hoț de bănci care a supraviețuit urmăririi, este Kane și se oferă să-l ajute în schimbul a jumătății din diamantele furate, dar Kane refuză. Un joc pe viață și pe moarte începe între un ucigaș nemilos și un cuplu cu propria lor trecut aventuros. Situația este complicată de șeriful local, care este dornic să primească o recompensă pentru capturarea lui Kane, și de doi asasini care au sosit în căutarea lui Chamoun din cauza unui act care l-a forțat pe el și pe May să se ascundă...

## Distribuție
- Michel Constantin – Chamoun
- Senta Berger – May
- Hans Meyer – Blade
- Julián Mateos – Kaine
- Alberto Fernández – Therny
- Álvaro de Luna – Percy
- José María Tasso – John-John
- Emilio S. Espinosa – casierul (ca Emilio Espinosa)
- Javier Inglés – un gangster
- Gonzalo de Esquiroz – Second Gangster (ca Gonzalo Esquiroz)